# Safo
Pour les articles homonymes, voir Safo (homonymie).
Pour l’article ayant un titre homophone, voir Sapho.
Safo est une localité et une commune rurale du Mali de l'arrondissement central de Kati, dans le Cercle de Kati et la région de Koulikoro.
Le village de Safo situé à 15 km de Bamako, tient son nom du village de Safé situé dans la 4e région du Mali. Safo est composé de 4 quartiers : BOUGOUDA COURANI (quartier du chef de village), NOUMOUNA(quartier des forgerons, les KANES) ,CIDONI ainsi que COWCOW (derrière la rivière).

## Villages
La commune s'étend sur 14 localités relevées lors du recensement général de 2009. 
Les villages les plus peuplés sont :
- Safo (3 010 habitants)
- Zorocoro (1 740 habitants)
- Donéguébougou (1 536 habitants)

En 2023, la loi 2023-007 attribue à la commune 14 villages, fractions ou quartiers.
- Safo
- Falayan
- Dabani
- Dognoumana
- Serouala
- Kodialani
- Chodo
- Sirababogou
- Torodo
- Tassan
- Kola
- Zorocoro
- Somabougou
- Dobéguébougou